# Субпрефектура Се
Субпрефектура Се (порт. Subprefeitura da Sé) — одна з 31 субпрефектури міста Сан-Паулу, розташована в центральній частині міста. Її повна площа 26,2 км², населення понад 373 тис. мешканців. Складається з 8 округів:
- Се (Sé)
- Бела-Віста (Bela Vista)
- Бон-Ретіру (Bom Retiro)
- Камбучі (Cambuci)
- Кансоласан (Consolação)
- Лібердаді (Liberdade)
- Републіка (República)
- Санта-Сесілія (Santa Cecília)